# Erzbistum Lima
Das Erzbistum Lima (lat.: Archidioecesis Limana, span.: Arquidiócesis/Arzobispado de Lima) ist eine Erzdiözese der römisch-katholischen Kirche in Peru mit Sitz in Lima.

## Geschichte
Das Bistum Lima wurde am 14. Mai 1541 durch Papst Paul III. mit der Päpstlichen Bulle Illuis fulciti praesidio aus Gebietsabtretungen des Bistums Cuzco errichtet. Es wurde dem Erzbistum Sevilla als Suffraganbistum unterstellt.
Am 12. Februar 1546 wurde das Bistum Lima durch Papst Paul III. zum Erzbistum und Metropolitansitz erhoben. Der Erzbischof von Lima ist seit 1572 zugleich Primas von Peru. Zwischen 1946 und 2001 wurden alle Erzbischöfe von Lima zu Kardinälen kreiert, sodass Lima als traditionell mit der Kardinalswürde verbundener Bischofssitz galt.

## Gebietsabtrennungen
Das Erzbistum gab in seiner Geschichte mehrmals Teile seines Territoriums zur Gründung neuer Bistümer ab.
| Datum             | Auch abgebendes Bistum                                                               | Gegründetes Bistum         |
| ----------------- | ------------------------------------------------------------------------------------ | -------------------------- |
| 8. Januar 1546    |                                                                                      | Bistum Quito               |
| 27. Juni 1561     | Bistum La Plata o Charcas                                                            | Bistum Santiago de Chile   |
| 15. April 1577    |                                                                                      | Bistum Arequipa            |
| 15. April 1577    |                                                                                      | Bistum Trujillo            |
| 28. Mai 1803      | Bistum Ayacucho o Huamanga Bistum Cuenca Bistum Popayán Bistum Quito Bistum Trujillo | Bistum Maynas              |
| 17. März 1865     |                                                                                      | Bistum Huancayo            |
| 15. Mai 1899      |                                                                                      | Bistum Huaraz              |
| 10. August 1946   |                                                                                      | Bistum Ica                 |
| 12. April 1957    |                                                                                      | Territorialprälatur Yauyos |
| 15. Mai 1958      |                                                                                      | Bistum Huacho              |
| 14. Dezember 1996 |                                                                                      | Bistum Carabayllo          |
| 14. Dezember 1996 |                                                                                      | Bistum Chosica             |
| 14. Dezember 1996 |                                                                                      | Bistum Lurín               |